# 大野正直
大野 正直（おおの まさなお、1893年1月20日 - 1951年10月20日）は、日本の大正から昭和前期にかけて活動した弁護士。

## 来歴
愛知県海部郡佐屋村（現在の愛西市）出身。愛知県第三中学校（現在の県立津島高校）を経て日本大学に入学し、1920年（大正9年）に弁護士試験合格、岡崎正也法律事務所に3年間在籍ののち帰郷し、1923年（大正12年）に名古屋市で個人事務所を開設する。
以降、名古屋市会議員を務めるなど中京圏の法曹界における重鎮とされ、スポーツ全般への造詣の深さから1936年（昭和11年）に新愛知新聞社が結成した職業野球チームの名古屋軍（現在の中日ドラゴンズ）設立に当たっては社外から会長として迎えられた。また、新愛知傘下の國民新聞が同時期に結成した大東京軍（のち松竹ロビンス）では結成初年に限り名古屋軍との実質的な「兄弟球団」として両球団の専務に就いた田中斉を始め多くの幹部が役職を掛け持ちしていたが、大野もその例に漏れず大東京軍の取締役に名を連ねている。
戦後は1947年（昭和22年）4月25日投開票の第23回衆議院議員総選挙で愛知3区から立候補したが落選。1948年（昭和23年）に名古屋弁護士会の会長に就任し、1949年（昭和24年）の日本弁護士連合会発足から2期にわたって理事を務めたが、1951年（昭和26年）10月20日に心筋梗塞のため急逝した。享年59（満58歳没）。